# 格雷斯波因特 (密蘇里州斯科特縣)
格雷斯波因特（英語：Grays Point），又名格雷斯伯勒（Graysboro）、羅斯波因特（Ross Point），是位於美國密蘇里州斯科特縣的鬼鎮。

## 歷史
格雷斯波因特的郵局（名為格雷斯伯勒）於1898年設立，其後於1907年停運。

## 地理
格雷斯波因特所處的海拔為高於海平面103米（即338英呎），而該地所採用的時區為UTC-6，即北美中部時區（CST）。同時該地設有夏令時間，為UTC-6調快一小時，即UTC-5（CDT）。